# Тур Борнео
Тур Борнео (англ. Tour of Borneo) — шоссейная многодневная велогонка, проходящая в Малайзии. Входит в календарь Азиатского тура UCI.

## История
Впервые гонка состоялась в 2012 году и стала первой международной велогонкой на территории Восточной Малайзии.
Гонка проводилась на малайзийской части острова Борнео, в честь которого и получила своё название. В первые два года проведения маршрут полностью проходил по территории штата Сабах, тогда как в 2015 году часть этапов прошла на федеральной территории Лабуан.
Маршрут всех гонок состоял из пяти этапов и включал королевский горный этап до Кундасанга, расположенного у подножия горы Кинабалу. Гонка входила в календарь UCI Asia Tour с категорией 2.2.

## Призёры
| Год                 | Победитель      | Второй          | Третий          |
| ------------------- | --------------- | --------------- | --------------- |
| 2012                | Михаэль Торклер | Натан Эрл       | Джонатан Лавлок |
| 2013                | Гадер Мизбани   | Самад Паурсеиди | Джозеф Купер    |
| 2014 не проводилась |                 |                 |                 |
| 2015                | Пеэтер Пруус    | Хари Фитрианто  | Марк Галедо     |